# Karl von Kerner

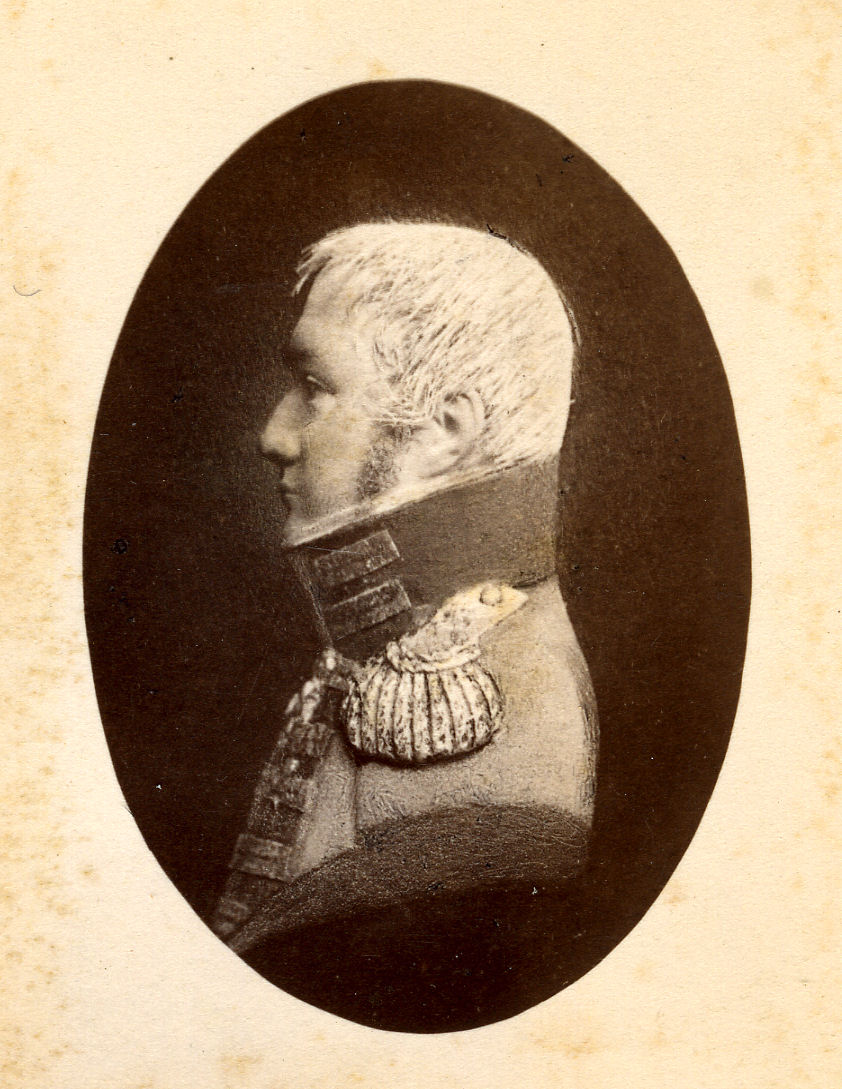
Karl Friedrich Kerner

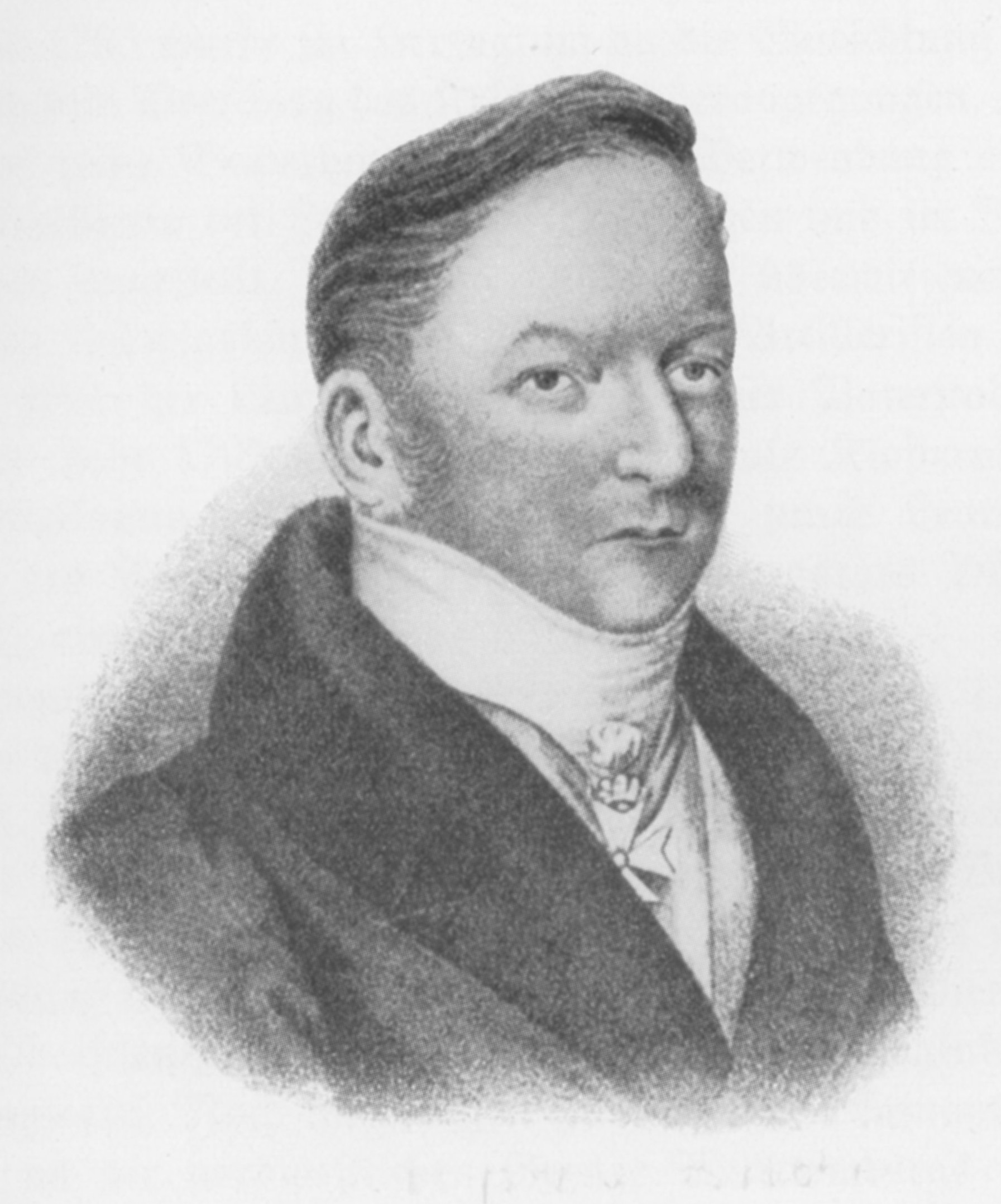
Karl von Kerner

Karl Friedrich Kerner, seit 1806 von Kerner, seit 1812 Freiherr von Kerner, (* 7. März 1775 in Ludwigsburg; † 12. April 1840 in Stuttgart) war ein Generalmajor, Gutsbesitzer, Hüttenfachmann, Bergrat und kurzzeitig Innenminister des Königreichs Württemberg. 

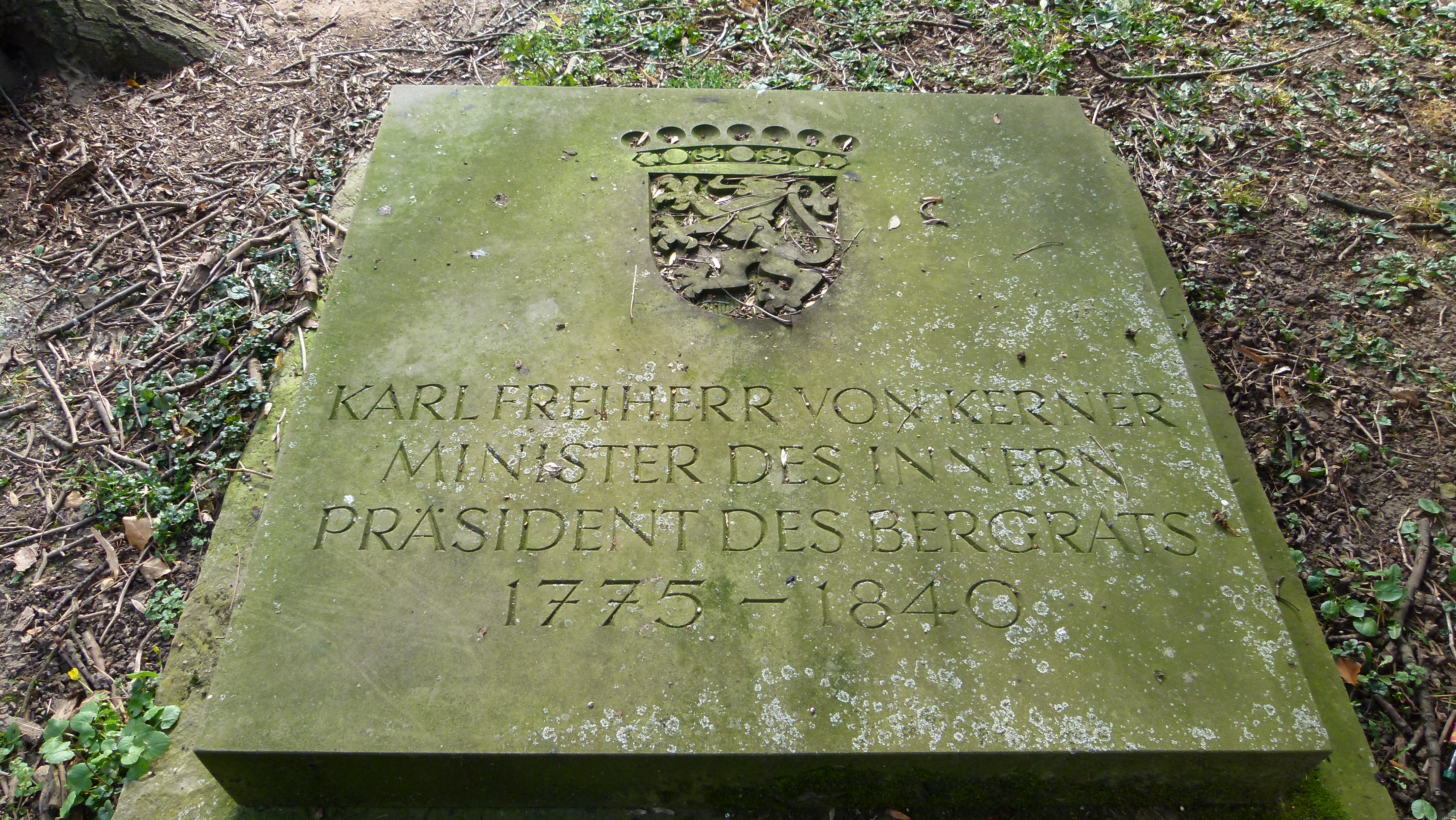
Grab von Karl von Kerner auf dem Hoppenlaufriedhof in Stuttgart

## Militärische Laufbahn
Karl Kerner war der Sohn des Ludwigsburger Oberamtmanns Christoph Ludwig Kerner, jüngerer Bruder des Chronisten der Französischen Revolution Johann Georg Kerner und älterer Bruder des Dichters Justinus Kerner. Bis zu seiner Konfirmation besuchte Kerner die Lateinschule in Ludwigsburg.
Im Jahre 1789 trat er in die Hohe Karlsschule ein, um das Militärwesen zu studieren. Nach dem Tod von Herzog Carl Eugen und der Auflösung der Karlsschule begann Kerner im Januar 1794 als Leutnant bei der Artillerie der neuen Landmiliz seine Laufbahn in der Württembergischen Armee. Im Laufe der Koalitionskriege kam Kerner häufig zu Kampfeinsätzen. Eine erste vorübergehende Verwendung der Artillerie ergab sich im Kriegsjahr 1796. Seit August 1799 gehörte Kerner zum Artilleriekorps unter Oberstleutnant von Cammrer und kämpfte in den Gefechten bei Bietigheim gegen die Franzosen, ebenso während des Feldzugs von 1800 bis 1801 an der Donau. Im Friedensjahr 1802 beteiligte er sich an der Reorganisation der Eisenwerke bei Freudenstadt. 1803 wechselte Kerner als Oberleutnant zur Reitenden Batterie in Esslingen am Neckar. Beim Feldzug von 1805 an der Seite Frankreichs gegen Österreich erfolgte Kerners Beförderung zum Stabshauptmann und Kommandeur einer Artilleriekompanie. Im Krieg Napoleons gegen das Königreich Preußen in den Jahren 1806 und 1807 zeichnete er sich als Chef der Reitenden Batterie so erfolgreich aus, dass er am 10. Dezember 1806 zum Ritter des Militärverdienstordens ernannt wurde. Damit war der persönliche und nicht vererbbare württembergische Adel verbunden.
Kerners Beförderung zum Hauptmann fand am 5. Januar 1807, die zum Major am 17. April 1807 statt. Im Mai 1807 wurde Kerner Stabsoffizier in der Felddivision und kehrte im Dezember 1807 vom siegreichen Feldzug gegen Preußen nach Württemberg zurück. Inzwischen war er als Oberstleutnant zum Kommandeur der Zweiten Reitenden Batterie ernannt worden. Während des Jahres 1808 fungierte Kerner als Sousintendant des Straßenwesens. Am 5. November 1808 beförderte ihn König Friedrich zum Oberst. Im Krieg des Jahres 1809 gegen Österreich war Kerner Chef des Generalstabs der Felddivision. Nach dem erfolgreichen Einsatz der Batterien Kerners in der Schlacht von Abensberg wurde er Kommandeur des Militärverdienstordens und Offizier der französischen Ehrenlegion. Im Januar 1810 kehrte Kerner aus dem Krieg gegen Österreich in die württembergische Garnison zurück.
Er erwarb aus den Mitteln einer königlichen Dotation das große Landgut Schnaitberg bei Essingen, welches er durch gute Bewirtschaftung rasch in einen Vorzeigebetrieb wandelte. Außerdem übernahm er das Amt eines Direktors der Berg- und Hüttenwerke in Christophstal, Ludwigstal, Zizenhausen, Harras und Bärental. Am 6. November 1811 wurde er zum Generalmajor befördert und am 11. März 1812 zum Generalquartiermeister ernannt. Im Russlandfeldzug 1812 wurde er in der Schlacht von Borodino verwundet und am 24. Oktober 1812 in den erblichen Freiherrenstand erhoben. Für seine Verdienste erhielt er 1818 das Kommenturkreuz des Ordens der Württembergischen Krone und wurde 1830 zum Ritter des Friedrichs-Ordens geschlagen.

## Direktor der Eisenwerke
Im Frühjahr 1813 verließ Kerner den aktiven Militärdienst und wurde Direktor der Sektion der Berg-, Hütten- und Eisenwerke im württembergischen Finanzdepartement. Kurzzeitig trat er neben dieser Funktion vom 26. Februar 1817 bis 10. November 1817 als Mitglied im Geheimen Rat an die Spitze des Departements des Innern. 1824 wurde Kerner Präsident des Bergratskollegiums. Es gelang ihm, mit Wilhelm von Faber du Faur die Verbesserung des Frischprozesses durch die erfolgreiche Adaption der aus England bekannten Winderhitzung der Hochöfen durchzuführen. Insgesamt nahm die württembergische Eisenerzeugung unter Kerners Leitung einen beachtlichen und nachhaltigen Aufschwung.

## Familie
Am 12. März 1810 heiratete Kerner die Witwe des Regierungsrates Volz. Dieser war als Nachfolger seines Vaters Oberamtmann in Ludwigsburg gewesen. Kerners neun Jahre ältere Frau Christiane geborene Weckherlin (1766–1846) besaß drei Kinder aus erster Ehe und gebar am 16. Dezember 1810 Kerners einzige Tochter, Karoline (Lina) Friederike. Lina heiratete 1834 den späteren Kriegsminister Fidel von Baur-Breitenfeld. Aus dieser Ehe stammt Kerners Enkeltochter Tony Schumacher, die zu ihrer Zeit eine viel gelesene Kinderbuchautorin war.

## Veröffentlichung
- Betrachtungen über die Reitende Artillerie, deren Organisation, Gebrauch und Taktik. Ludwigsburg 1803.